# Бруно Брівонезі
Бруно Брівонезі (італ. Bruno Brivonesi, 16 липня 1886, Анкона — 1 грудня 1970, Рим) — італійський адмірал. Брат адмірала Бруто Брівонезі.

## Біографія
Бруно Брівонезі народився 16 липня 1889 року в Анконі. У 1906 році вступив до Військово-морської академії в Ліворно, яку закінчив у званні гардемарина, після чого був призначений на броненосець «Реджина Маргерита». Брав участь у рятувальній операції після землетрусу в Мессіні у 1908 році, за що був нагороджений Бронзовою медаллю «За громадянську доблесть».
У 1910 році був зарахований у Школу пілотів дирижаблів. У 1911 році взяв участь як пілот дирижабля «P 2» у великих маневрах армії біля Монферрато, у присутності Начальника генерального штабу Альберто Полліо. Під час цих маневрів йому випала нагода переводити на борту дирижабля короля Італії Віктора Емануїла III та адмірала Паоло Таона ді Ревеля.
Як пілот дирижабля, у 1912 році Бруно Брівонезі брав участь в італійсько-турецькій війні, де був нагороджений Срібною медаллю «За військову доблесть».

### Перша світова війна
Після повернення до Італії Бруно Брівонезі був призначений на лінкор «Данте Аліг'єрі». Незабаром він вирушив у Венецію, де отримав патент пілота гідролітаків. У 1913 році отримав звання лейтенанта. Пізніше був призначений командиром дирижабля нового типу «Чітта ді Єзі».
Після вступу Італії у Першу світову війну брав участь у бойових діях. 5 серпня 1915 року вилетів на дирижаблі «Чітта ді Єзі» на бомбардування австро-угорської морської бази в Полі. Під час нальоту дирижабль був пошкоджений зенітним вогнем і опустився на поверхню моря.
Всі шість членів екіпажу, в тому числі Бруно Брівонезі та ще юний Раффаеле де Куртен, були підібрані австро-угорським міноносцем, потрапивши таким чином у полон. Утримувався в таборі для військовополонених у місті Маутгаузен. У 1917 році, симулювавши проблеми зі здоров'ям, підпав під обмін полонених та повернувся в Італію.

### Міжвоєнний період
Після закінчення війни командував дирижаблями «M.15» і «M.6». Отримав звання капітана III рангу, командував есмінцями «Сольферіно», «Ніколо Дзено», «Карло Мірабелло» та «Інсідіозо». На початку 19360-х років був відряджений до складу Королівських повітряних сил Італії. Протягом 1935—1936 років, вже у званні капітана I рангу, командував важким крейсером «Тренто». Протягом 1936—1939 років був військово-морським аташе у посольстві Італії в Лондоні. У 1938 році отримав звання контрадмірала.
У 1939—1940 років керував Військово-морською академією в Ліворно.

### Друга світова війна
Коли Італія 10 червня 1940 року вступила у Другу світову війну, Бруно Брівонезі (вже віцеадмірал) був командувачем італійських військово-морських сил в Лівії. Під час повернення до Італії 18 серпня 1940 року мінний загороджувач «Монте Гаргано», на борту якого перебував Брівонезі, був потоплений британською авіацією, проте весь екіпаж зміг покинути корабель, перш ніж той затонув.
24 квітня 1941 року Бруно Брівонезі замінив адмірала Луїджі Сансонетті на посту командувача 3 дивізії, яка складалась з крейсерів «Тренто», «Трієсте» та есмінців «Альпіно», «Берсальєре», «Фучільере» та «Гранатьєре».
На чолі дивізії брав участь в операції «Гальбед» у вересні 1941 року. У листопаді того ж року брав участь в бою за конвой «Дуїсбург». Через поразку у бою був замінений адміралом Анджело Парона та відданий під суд за втрату бойового корабля та недотримання правил ведення бойових дій. Проте 5 липня 1942 року Брівонезі був виправданий. За нього заступився, зокрема, адмірал Анджело Якіно. Цілком імовірно, що виправдання Брівонезі було пов'язане також із бажанням приховати відповідальність ВМС Італії у незадовільній підготовці екіпажів кораблів до нічних боїв.
Після виправдання Бруно Брівонезі був призначений заступником начальника штабу в Супермаріні, а пізніше йому було передано командування Військово-морським командуванням Сардинії зі штаб-квартирою в Ла-Маддалені. Після перевороту 25 липня 1943 року Беніто Муссоліні був заарештований та 7 серпня відправлений в ув'язнення у Ла-Маддалену під відповідальність Брівонезі. Муссоліні зневажав Брівонезі після катастрофи конвою «Дуїсбург», і стосунки між ними залишалися холодними. 27 серпня Муссоліні був переведений в Кампо Імператоре.
7 вересня 1943 року Брівонезі був викликаний до Риму та поінформований Рафаелем де Куртеном, що через короткий час Німеччина та Італія, можливо, перестануть бути союзниками, і що італійським військам доведеться зіткнутися з ворожою поведінкою німців. Він повернувся до Ла-Маддалени 8 вересня, і там він дізнався з радіо про перемир'я Кассібіле. Сили Брівонезі чисельно значно переважали німецькі війська в цьому районі, але серед них були чорносорочечники сумнівної вірності, а більшість доступного персоналу італійського флоту складали обшарпані підрозділи ненавчених і навіть неозброєних людей. Отримавши суперечливі накази (від генерала Антоніо Бассо, свого прямого начальника на Сардинії, дозволити німцям пройти через Ла-Маддалену та евакуювати свої війська на Корсику; від Супермарини — захопити німецьку військову техніку), Брівонезі не організував жодної оборони і не віддав наказ чинити опір, та був де-факто взятий у полон у будівлі військово-морського командування німецькими військами, які швидко зайняли всі ключові точки та військові будівлі в Ла-Маддалені. Після «угоди» з німецьким командувачем і згідно з наказами Бассо, Брівонезі наказав усім своїм людям не реагувати на німців, дозволив німцям використовувати гавань для переправлення своїх військ на Корсику та — під німецькою озброєною охороною — здійснив обхід своїх позицій (на яких все ще перебував італійський персонал, який зберіг свою зброю), рекомендувавши «заспокоїтися». Німецька окупація Ла-Маддалени мала трагічні наслідки для бойового флоту, який відплив із Ла-Спеції, прямуючи туди (куди Брівонезі мав доставити Бергаміні деякі документи, у тому числі документ з умовами перемир'я): кораблі були змушені повернути і були атаковані Люфтваффе, які потопили лінкор «Рома», внаслідок чого загинув адмірал Карло Бергаміні та 1392 чоловіка.
12 вересня Брівонезі був заарештований німецьким командувачем. 13 вересня, після кількох днів напруги, між італійцями та німцями спалахнули інциденти, після чого італійські сили, реорганізовані капітаном Карло Авеньо, (командувачем військово-морської бази Ла-Маддалена, який пізніше загинув у боях), напали на німців і захопили 250 полонених. Брівонезі був звільнений німцями, щоб наказати своїм людям звільнити німецьких полонених і повернути їм зброю; спочатку його люди відмовилися підкоритися, але в'язнів було звільнено наступного дня. Німці завершили евакуацію і залишили Ла-Маддалену 14 вересня. Брівонезі залишався командувачем італійських військово-морських сил на Сардинії до 1944 року.

### Післявоєнне життя
Брівонезі залишив службу на флоті у квітні 1946 року. У 1952 році в книзі Антоніно Тріцціно «Navi e poltrone» різко критикувалась поведінка Брівонезі 9 листопада 1941 року, практично звинувачуючи його в боягузтві. Брівонезі подав до суду на Тріцціно за наклеп, і виграв у першій інстанції, але програв апеляцію.
Брівонезі провів своє подальше життя між Римом і Марке. Помер у Римі в 1970 році.

## Нагороди
- Кавалер Савойського військового ордена
- Срібна медаль «За військову доблесть» (4 рази)
- Хрест «За військову доблесть»
- Кавалер Ордена Корони Італії
- Офіцер Ордена Корони Італії
- Командор Ордена Корони Італії
- Великий офіцер Ордена Корони Італії
- Кавалер Ордена Святих Маврикія та Лазаря
- Офіцер Ордена Святих Маврикія та Лазаря
- Командор Колоніального ордена Зірки Італії
- Срібна медаль «За цивільну доблесть»
- Бронзова медаль «За цивільну доблесть»

## Публікації
- Verso Mauthausen. Il dramma del «Città di Jesi», Casa Editrice Ardita, Roma, 1933.
- Mare e Cielo. Ricordi e nostalgie di un pioniere dell'aeronautica, Giusti editore, Livorno, 1938.
- La commemorazione di Costanzo Ciano al Fascio di Londra, Regia Ambasciata d'Italia, [fuori collana], Londra, 1939, pagg. 20.
- La Marina e lo sviluppo iniziale dell'arma aerea, Rivista Marittima, Stato Maggiore della Marina Militare, Roma, 1959.
- Il castello aragonese «S. Angelo» di Taranto, Istituto Storico di Cultura dell'Arma del Genio, Roma, 1967.